# Martin Reck
Martin Wilhelm Heinrich Karl Reck (* 14. Oktober 1874 in Vilbel; † 30. Juni 1945 in Bad Vilbel) war ein deutscher Politiker (SPD Hessen) und ehemaliger Abgeordneter des Landtags des Volksstaates Hessen in der Weimarer Republik.

## Familie und Beruf
Martin Reck, der evangelischer Konfession war, war der Sohn des Weißbinders Wilhelm Leonhard Reck und dessen Frau Anna Elisabeth Karoline, geborene Heß. Er heiratete Katharine Elisabethe, geborene Vetter.
Martin Reck arbeitete als Maurer und später als Krankenkassenkontrolleur in Bad Vilbel.

## Politik
Martin Reck gehörte 1921 als Nachrücker für Wilhelm Seel dem Landtag an.